# 民視新聞台
民視新聞台（英語：FTV News Channel）是民間全民電視公司旗下的新聞頻道。於1997年5月5日開播。

## 歷史
民視新聞台最早定頻在有線電視第4頻道，2003年開始採用非線性剪接與數位影音伺服器（亦稱「無帶化製播系統」，tapeless system）播出。曾經和信系統台移至有線電視第40頻道， 東森系統移至有線電視第42頻道， 1998年東森和信頻道大戰握手言和後統一定頻於42台（2005年1月1日前），2005年1月1日起，定頻在有線電視第53頻道。
2014年5月起，民視新聞台可在YouTube收看；8月起（甚至更早）即以16:9鏡面製播新聞畫面，12月29日，正式輸出高畫質訊號，但僅限棚內攝影棚及鏡面以16:9高畫質製作，新聞帶及部分節目（民視異言堂、台灣演義、挑戰新聞等）仍維持4:3標準畫質的作法，且同樣提供YouTube線上收看。12月31日，陸續在數位有線電視系統改以高畫質（HD）播出，而無線數位頻道因頻寬關係，無法提供高畫質（HD）訊號播出，以16:9規格（SD）標準畫質訊號播出。
2015年5月23日起，新聞帶及新聞性節目逐漸改為16:9滿版高畫質製作，並更新部分新聞時段的開場動畫。
2016年8月6日至8月22日，民視新聞台轉播2016年夏季奧林匹克運動會賽事，是該台開台以來首次轉播奧運賽事。
2017年11月1日，正式上架中華電信MOD第507頻道，是繼三立新聞台下架事件後之後另一家有線電視新聞台上架MOD，也是最後一個正式上架MOD的無線電視頻道。
2018年3月26日凌晨3點起，原無線數位電視MPEG-2編碼改為H.264編碼（依舊維持SD畫質）。
2018年5月24日，民視新聞部改名為「民視新聞傳播群」。
2022年9月8日凌晨2點起，因CH7公視新增TaiwanPlus頻道，原數位頻道CH9，改為CH10頻道播出。
2022年10月17日起，無線電視平台正式升級為高畫質播出。
2022年12月27日起，星期二至五《民視五點新聞》從台語改為國語播報，《民視四點新聞》改為台語播報。
2024年6月1日起，將自2000年起開始使用的台標設計更換成扁平化設計。
2024年11月1日，更新整點新聞時段鏡面，並把每日早上新聞的時段全新改版，《民視七點晨間新聞》從台語改為國語播報，《民視六點晨間新聞》從國語改為台語播報，《民視午間新聞》原本第二小時的台語播報改為國語播報(後續從12:00正式開場提前至週一至六11:50；週日11:45)。

## 事件

### 台灣寬頻通訊下架事件
2017年11月21日，民視董事長與TBC協商，要求「民視新聞台」、「民視第一台」及「民視台灣台」必須三台包裹播送，但TBC僅同意播出民視新聞台，雙方未達成共識。國家通訊傳播委員會（NCC）開始介入調處，並與雙方展開會談。雖然雙方未獲共識，但於2017年12月29日、2018年2月13日、2018年3月21日、2018年4月10日、2018年4月27日民視皆暫時同意給予「民視新聞台單一頻道」的臨時授權。
2018年5月4日，TBC表示因民視的臨時授權已經到期，且沒有取得正式授權的情況下，為避免侵權，3日晚間11時59分59秒停止播送民視新聞台訊號。民視發表聲明，向群健、南桃園、信和和吉元四個地區的收視戶道歉之外，並向林佳龍與鄭文燦表達無限歉意：「因為從今天起，你們有一大部分市民已經淪為台灣二等公民」，並指控郭台銘開始對台灣媒體進行實質干預。另外，民視也指控TBC從1月1日迄今，拒絕向民視公司支付授權費用。
2018年5月14日，民視發表聲明強調「不追究TBC系統播出民視新聞台之著作權責任」，NCC也發公文要求TBC旗下五家系統台復播民視新聞台。晚間TBC回應：「已收到NCC要求復播之公文」，訊號將即刻恢復，後續會與民視持續協商授權問題。

### 重大事件播報

#### 地牛翻身，最新地震消息，民視特別報導
2016年2月6日上午3點57分發生2016年高雄美濃地震，民視新聞於5點提前開棚，由氣象主播林嘉愷主持播報。
2018年2月6日晚上11時50分發生2018年花蓮地震，民視新聞台當時在播報《民視夜線新聞》，由主播劉方慈主持播報，地震發生後決定不收棚，並由主播劉方慈和氣象主播林嘉愷主持播報。
2022年3月23日上午1時41分發生2022年花蓮地震，民視新聞於3點提前開棚，由主播林靖芬和張筱芬主持播報（氣象主播林嘉愷電話連線），並持續到上午4時15分結束。
2022年9月17日下午9時41分發生2022年台東地震前震，民視新聞台當時在播出《民視異言堂》，在下午10點19分由《九點不一樣》主播李慧芝緊急插播（氣象主播林嘉愷電話連線），並持續到下午10點28分結束，並持續播出《民視異言堂》。
2024年4月3日上午7時58分發生2024年4月花蓮地震，民視新聞台當時在播出《民視八點晨間新聞》，由主播張筱芬和氣象主播林嘉愷主持播報。

### 駭客入侵事件
2022年8月6日晚上8時50分左右，民視新聞在YouTube直播播出內容突然出現「中國一點都不能少」「中國領土主權，不容外界干涉」、「中國一點都不能少」、「願以吾輩之青春，捍衛盛世之中華」、「民意不可違，玩火必自焚」等語，背景音樂更是搭上《我和我的祖國》，時間持續約三分鐘。訊源已於晚上8時54分恢復正常。

## 現任民視新聞傳播群人員

### 管理層
| 王明玉         | 民視董事長     |
| 黃明展         | 民視副董事長   |
| 廖季方         | 民視總經理     |
| 蕭翠英         | 新聞傳播群協理 |
| 張耀謙         | 製播部經理     |
| 陳建民、關瑜君 | 新聞傳播群編審 |
| 盛竹如         | 新聞傳播群顧問 |

## 主播

### 專職主播
| 李偵禎 | 常聖傳 | 陳淑貞 | 何文堯 |
| 林靖芬 | 張筱芬 | 張耿銘 | 劉方慈 |
| 張孟琦 | 翁有繼 | 劉品薇 | 王嘉琳 |

### 兼職主播
| 高子涵 | 陳妍伶 | 林靜   | 葉為襄 |
| 黃恩琳 | 蔡佳芸 | 林秀宜 | 周容萱 |
| 王毓珺 | 林彦君 | 林詠琪 | 陳璽鈞 |

### 體育主播
| 陳建君 | 王人瑞 |
| 蔡晴景 |        |

### 英語主播
| 英語主播       | 英語主播          | 英語主播             | 英語主播          | 英語主播           | 英語主播 |
| -------------- | ----------------- | -------------------- | ----------------- | ------------------ | -------- |
| 李顗恩 Ken Lee | 陳思頌 Celia Chan | 楊怡安 Stephany Yang | 馮楷富 Kirby Fung | 黃芃之 Joyce Huang |          |

### 氣象主播
| 林嘉愷（每週一至週五） | 王毓珺（假日） | 林秀宜（假日） | 周容萱（假日） |

## 主持人
| 主持人         | 節目名稱                       |
| -------------- | ------------------------------ |
| 劉方慈         | 《新聞觀測站》                 |
| 李偵禎         | 《台灣演義》                   |
| 常聖傳         | 《民視異言堂》                 |
| 張孟琦         | 《台灣向前行》                 |
| 許仲江、何文堯 | 《台灣最前線》                 |
| 林靜           | 《民視全球新聞》               |
| 邱沁宜         | 《財經週末趴》、《財經週日趴》 |
| 王嘉琳         | 《決策者》                     |
| 翁有繼         | 《全國第一勇》                 |
| 何文堯         | 《挑戰新聞》                   |

## 外部連結
- 民視新聞 （页面存档备份，存于）
- 507 民視新聞台 - 中華電信 MOD 網站 （页面存档备份，存于）（繁體中文）
- 民視新聞的Facebook專頁（繁體中文）
- YouTube上的民視新聞HD直播（繁體中文）